# S'ym
S'ym es un supervillano ficticio del Universo Marvel, un demonio del Limbo que apareció como un enemigo frecuente y con carácter a veces secundario en The Uncanny X-Men y Los Nuevos Mutantes. Fue creado como un homenaje al personaje del dibujante independiente Dave Sim, Cerebus the Aardvark.

## Inspiración
Creado por Chris Claremont y Brent Anderson, el personaje es un homenaje a Cerebus the Aardvark y su creador, Dave Sim, después de que Sim creó un villano llamado "Profesor Carlos X. Claremont" en los primeros números de Cerebus. S'ym siempre se refiere a sí mismo en tercera persona, un rasgo compartido por Cerebus. También tiene la misma coloración gris púrpura como Cerebus y el mismo chaleco. "S'ym" se pronuncia igual que "Sim".

## Biografía ficticia del personaje
S'ym era un siervo de Belasco, el gobernante de la dimensión demoníaca conocida como Otrolugar o Limbo. Luchará contra los X-Men cuando el equipo vaya al Limbo mediante "discos" de  teletransportación en su búsqueda de  Illyana Rasputin de 7 años de edad, la hermana menor de  Coloso.
Durante la estancia de Ilyana en el Limbo Belasco la toma como su heredera y aprendiz. Ella finalmente lo derrota convirtiéndose en la nueva gobernante y señora de S'ym antes de regresar con los X-Men. S'ym desafía el nuevo estatus de Illyana como gobernante del Limbo pero lo derrota, llegando al acuerdo ambos de servir a la niña cuando ella visite el lugar. Se aliará con el extraterrestre Magus, lo que le permitirá ser infectado con un virus tecno-orgánico. Aunque Illyana intenta tomar el Limbo varias veces después de esto, ella será incapaz de derrotarlo y la resistencia de S'ym allí aumentará a medida que se propague el virus tecno-orgánico a otros demonios.
Los socios de S'ym como el demonio N'astirh manipulan a Illyana para abrir un portal a la Tierra y así desencadenar una invasión demoníaca. Una vez que se inicia la invasión, S'ym traiciona N'astirh y los dos luchan entre sí por el gobierno del Limbo y la Tierra. Poco después, Illyana se sacrifica para desterrar a los invasores de nuevo al Limbo, incluyendo a S'ym mientras que N'astirh es asesinado.
Ahora el gobernante indiscutible de Limbo es S'ym y trama una nueva invasión de la Tierra. Planea usar el  Nexo de Todas las Realidades para invadirla, pero es detenido por su antiguo maestro Belasco, que manipula a  Cable para que se enfrenten. Belasco reafirmará su control sobre S'ym. Los dos serán más tarde derrotados por  Rondador Nocturno y su novia, Amanda Sefton, que se hace cargo del reino. S'ym formará una alianza con el Archienemigo, una entidad mágica de gran poder y se disfrazará de Duke Bleys, convirtiéndose en uno de los asesores de mayor confianza de Sefton. Como Bleys, S'ym la engaña para aliarse con muchos otros señores demoniacos y unir sus diversos reinos y dimensiones en un único bastión contra el Archienemigo. Entonces revelará su verdadera identidad y dirá que el único y unido reino es un blanco más fácil para el Archienemigo que las incontables dimensiones que había antes. No obstante, Sefton y su ejército logran matar al enemigo y deshacer la fusión de los reinos.
S'ym aparecerá en la historia de los Nuevos X-Men "La Búsqueda de Magik". Illyana vuelve a gobernar el Limbo y S'ym es mostrado como uno de sus criados. Él parece estar libre del virus tecno-orgánico, aunque no hay explicación alguna.

### Infierno X
Cuando Fuego Brujo se entera de que Magik ha dejado el Limbo, ella asume el control. Apuñala a S'ym en el pecho hiriéndolo de gravedad. Magik se teletransporta y lo encuentra encadenado al trono. Le pregunta qué pasó y él le informa que la hija de Belasco ha tomado el control en su ausencia.

### Advenimiento
Un S'ym recuperado aparece informando a N'astirth que un pequeño escuadrón de los X-Men han llegado al Limbo para rescatar a Magik, revelando que N'astirth fue el autor intelectual del primer secuestro de Illyana.

## Poderes y habilidades
S'ym posee una fuerza sobrehumana siendo más fuerte que Coloso. Este nivel de fuerza le hace casi invulnerable. La Espada de Alma de Illyana Rasputín era una de las pocas armas que le podían matar antes de haber sido infectado por el virus tecno-orgánico.
Como ser tecno-orgánico S'ym puede curarse a sí mismo y regenerarse de una sola molécula en caso de ser destruido. También debido a este estado puede infectar a otros organismos y alimentarse de sus energías vitales o convertirlos en seres tecno-orgánicos también.